# 川口健次
川口 健次（かわぐち けんじ、1968年8月10日 - ）は、日本の男性総合格闘家。神奈川県川崎市出身。シューティングジム横浜主宰。元修斗世界ライトヘビー級王者。

## 来歴
少年時代からプロレスラーに憧れ、初代タイガーマスクであった佐山聡率いるタイガージムに入門。
1989年5月18日のプロシューティング旗揚げ戦にてプロデビュー（対横山忠志）。
1991年5月31日、シューティング初代ライトヘビー級（-83kg）王座決定戦で山田学と対戦し、膝十字固めで一本勝ちを収め王座獲得に成功した。その山田や本間聡を相手に防衛を重ね「シューティング最強の男」と称された。当時はリングスを主戦場にしていたかつての師匠である平直行への対戦をアピールしたこともあった。
1994年7月に開催されたVALE TUDO JAPAN OPEN 1994では決勝進出が期待されたが1回戦でヤン・ロムルダーを相手にまさかの敗退。以後、バーリトゥード化してゆく修斗のルールや技術に対応できず、黒星が続く。1996年にはエリック・パーソンに敗れライトヘビー級王座から陥落。1999年5月、プロデビューから10年を数えた時期でのカーロス・ニュートン戦を最後に完全に指導者へ転身したかに思われたが、2006年5月12日に7年ぶりに復帰戦を行い、勝利した。
指導者として、西浦"ウィッキー"聡生・マモル・リオン武などの選手を育成した。

## 戦績
| 総合格闘技 戦績 | 総合格闘技 戦績 | 総合格闘技 戦績 | 総合格闘技 戦績 | 総合格闘技 戦績 | 総合格闘技 戦績 | 総合格闘技 戦績 |
| --------------- | --------------- | --------------- | --------------- | --------------- | --------------- | --------------- |
| 25 試合         | (T)KO           | 一本            | 判定            | その他          | 引き分け        | 無効試合        |
| 14 勝           | 3               | 10              | 1               | 0               | 4               | 0               |
| 7 敗            | 3               | 4               | 0               | 0               | 4               | 0               |

| 勝敗 | 対戦相手                       | 試合結果                            | 大会名                                                  | 開催年月日     |
| ×    | 有己空                         | 1R 1:53 KO（右フック）              | PANCRASE 271                                            | 2015年11月1日  |
| ○    | デイヴィダス・ペトラウスカス   | 1R 2:05 TKO（バックマウントパンチ） | 修斗 SHOOTO The DEVILOCK                                | 2006年5月12日  |
| ×    | カーロス・ニュートン           | 1R 5:00 腕ひしぎ十字固め            | 修斗 the Renaxis 1999 "10 Years Anniversary"            | 1999年5月29日  |
| ×    | ウラジミール・マティシェンコ   | 1R 3:10 KO（スタンドパンチ連打）    | VALE TUDO JAPAN '98                                     | 1998年10月25日 |
| ○    | アンテ・ユーリシッチ           | 2R 0:35 ヒールホールド              | 修斗 Las Grandes Viajes 4                               | 1998年7月29日  |
| ×    | 須田匡昇                       | 3R 1:08 腕ひしぎ十字固め            | 修斗 Las Grandes Viajes 2                               | 1998年3月1日   |
| ○    | ヤン・ロムルダー               | 3R 3:49 スリーパーホールド          | VALE TUDO JAPAN '97                                     | 1997年11月29日 |
| ×    | エリック・パーソン             | 3R 1:23 足首固め                    | 修斗 【修斗ライトヘビー級チャンピオンシップ】           | 1996年5月7日   |
| ○    | トミー・ウォーキングスティック | 1R 6:29 腕ひしぎ十字固め            | VALE TUDO JAPAN OPEN 1995                               | 1995年4月20日  |
| ×    | エリック・パーソン             | 2R 1:03 腕ひしぎ十字固め            | 修斗                                                    | 1994年11月7日  |
| ×    | ヤン・ロムルダー               | 1R 2:29 TKO（サッカーボールキック） | VALE TUDO JAPAN OPEN 1994 【1回戦】                     | 1994年7月29日  |
| ○    | 奥田康則                       | 1R 2:55 フロントスリーパー          | プロシューティング                                      | 1994年5月6日   |
| ○    | 深谷有一                       | 1R 0:32 膝十字固め                  | プロシューティング                                      | 1994年3月18日  |
| △    | 本間聡                         | 3分5R終了 判定                      | プロシューティング 【ライトヘビー級チャンピオンシップ】 | 1992年11月27日 |
| ○    | 山田学                         | 1R 0:36 膝十字固め                  | プロシューティング 【ライトヘビー級チャンピオンシップ】 | 1992年7月23日  |
| ○    | 本間聡                         | 3分5R終了 判定3-0                   | プロシューティング 【ライトヘビー級チャンピオンシップ】 | 1991年10月17日 |
| △    | 草柳和宏                       | 3分5R終了 判定                      | プロシューティング                                      | 1991年8月25日  |
| ○    | 山田学                         | 1R 0:58 膝十字固め                  | プロシューティング 【ライトヘビー級王座決定戦】         | 1991年5月31日  |
| ○    | 桜田直樹                       | 1R フロントスリーパー               | プロシューティング                                      | 1991年1月13日  |
| ○    | 伊藤裕二                       | 3R 0:37 KO（パンチ連打）            | プロシューティング                                      | 1990年11月28日 |
| △    | 関島康人                       | 3分5R終了 判定                      | プロシューティング                                      | 1990年3月17日  |
| ○    | 桜田直樹                       | 4R 1:29 TKO（パンチ連打）           | プロシューティング                                      | 1990年1月13日  |
| ○    | 藤倉光雄                       | 2R 0:41 腕ひしぎ十字固め            | プロシューティング                                      | 1989年10月19日 |
| △    | 伊藤裕二                       | 3分4R終了 判定                      | プロシューティング                                      | 1989年7月29日  |
| ○    | 横山忠志                       | 1R 膝十字固め                       | プロシューティング                                      | 1989年5月18日  |

## 獲得タイトル
- 初代修斗ライトヘビー級王座（1991年）